# Rashid Bakr

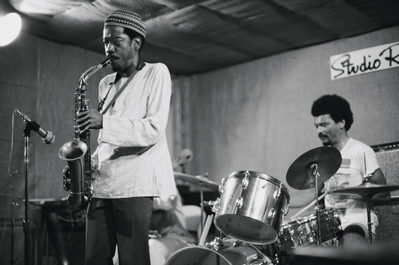
Jemeel Moondoc und Rashid Bakr im Studio Rivbea, Juli 1976

Rashid Bakr (eigentlich Charles Downs; * 3. Oktober 1943 in Chicago) ist ein US-amerikanischer Schlagzeuger des Free und Creative Jazz.

## Leben und Wirken
Rashid Bakr wuchs im New Yorker Stadtteil Bronx auf. Unter dem Einfluss der Musik John Coltranes entschied er sich, Musiker zu werden, zumal ein Onkel der Swing-Schlagzeuger Jo Jones war. Schon als Kind lernte Bakr Art Blakey und Max Roach kennen, als sie die Familie besuchten; von Roach bekam er die ersten Schlagzeugstöcke. Spätere Vorbilder waren die Schlagzeuger Andrew Cyrille, Elvin Jones, Sunny Murray und Milford Graves, aber auch Kenny Clarke und später Tony Williams. Rashid Bakr besuchte das Queens College, studierte Chemie und Psychologie und graduierte an der Schule für klinische Psychologie am Brooklyn College.
Nach dem College und dem Wehrdienst vermittelte der Saxophonist Bobby Zankel die Bekanntschaft mit Cecil Taylor, in dessen Big Band Bakr 1973 eintrat; zu dieser Zeit wirkte er bei zwei Konzerten Taylors mit, an der Columbia University und einem weiteren in der Carnegie Hall. In der Band spielte auch der Bassist William Parker, der ihn an Jemeel Moondoc vermittelte, der seit 1976 in New York arbeitete; Rashid Bakr spielte dann bis 1981 in dessen Ensemble Muntu, mit dem er fünf Alben aufnahm. Anfang der 1980er Jahre spielte Bakr außerdem mit Billy Bang, Roy Campbell, Raphe Malik, David Murray, David S. Ware, Frank Wright. 1981 arbeitete er wieder mit Cecil Taylor und trat mit Jimmy Lyons und William Parker in Europa auf.
Nach seiner Rückkehr nach New York arbeitete Bakr hauptberuflich als Sozialarbeiter in der Blindeneinrichtung Lighthouse und gründete Anfang der 1980er Jahre die Formation Other Dimensions in Music mit William Parker, Roy Campbell und dem Saxophonisten/Flötisten Daniel Carter. 1983 trat Bakr mit der Cecil Taylor Unit im Rahmen einer erneuten Europatournee auch in Deutschland auf; 1984 wirkte er an Cecil Taylors Album Winged Serpent (Sliding Quadrants) (Soul Note) mit, auf dem Bakr auch als Sänger zu hören ist. 1993 arbeitete Bakr wieder mit dem Pianisten bei dessen FMP-Album Always a Pleasure mit Sirone, Tristan Honsinger und Charles Gayle.
1996 spielte Bakr im Trio mit Parker und dem Saxophonisten Frode Gjerstad (Seeing New York from the Ear auf Cadence Jazz Records); 1998 im Trio mit dem Saxophonisten Glenn Spearman und dem Pianisten Matthew Goodheart (First and Last auf Eremite). Außerdem arbeitete er mit Arthur Doyle, Charles Gayle, Ras Moshe, sowie mit Thomas Borgmann, Peter Brötzmann (The Cooler Suite).

## Diskografische Hinweise
- Rashid Bakr Quintet – Earth Native (Majic Records, 2001)
- Flow Trio & Joe McPhee: Winter Garden (2021)
- Larry Ochs, Joe Morris & Charles Downs: Every Day: All the Way (ESP-Disk, 2025)